# The Idolmaster Shiny Colors
The Idolmaster Shiny Colors là một tựa game spin-off của loạt thương hiệu truyền thông The Idolmaster thuộc thể loại mô phỏng cuộc sống do Bandai Namco Nexus phát triển và được Bandai Namco Entertainment phát hành. Ban đầu, trò chơi được phát hành dưới dạng trò chơi trên trình duyệt web, ra mắt vào tháng 4 năm 2018. Sau đó trò chơi được phát triển cho hệ điều hành iOS và Android và được ra mắt vào tháng 3 năm 2019.
Một bản chuyển thể thành manga dựa trên trò chơi được đăng dài kỳ trên trang web Comic Newtype của Kadokawa Shoten từ tháng 7 năm 2019 đến tháng 8 năm 2022. Mùa đầu tiên của bản chuyển thể thành anime truyền hình do xưởng phim Polygon Pictures đảm nhiệm được lên sóng từ tháng 4 đến tháng 6 năm 2024. Mùa thứ hai tiếp tục được phát sóng từ tháng 10 đến tháng 12 năm 2024.

## Tổng quan
Trò chơi xoay quanh các nữ thần tượng cùng với nhà sản xuất và đội ngũ nhân viên của 283 Production (283プロダクション Tsubasa Purodakushon), dõi theo các hoạt động của họ dưới góc nhìn của một thần tượng như biểu diễn, tham dự sự kiện và các buổi trình diễn trên sân khấu. Tính đến bản cập nhật kỷ niệm 3 năm, 283 Pro có tổng cộng 25 nữ thần tượng, được chia thành 7 nhóm nhỏ. Mỗi nhóm sẽ sở hữu một dạng cơ chế trò chơi độc đáo riêng, ví dụ như nhóm illumination STARS sử dụng hai chỉ số để tính độ thu hút thay vì chỉ sự dụng một chỉ số.

## Phát triển và phát hành
Với phiên bản trò chơi chạy trên trình duyệt, công nghệ HTML5 đã được áp dụng và được công bố trong một buổi giới thiệu vào tháng 2 năm 2018. Sau đó, trò chơi chính thức được ra mắt trên nền tảng trò chơi trực tuyến Enza vào ngày 24 tháng 4 năm 2018, với hơn 800.000 lượt đăng ký trước tại thời điểm phát hành. Phiên bản trò chơi di động được phát hành trên iOS và Android vào ngày 13 tháng 3 năm 2019.
Một tựa game di động mới dành cho hai hệ điều hành iOS và Android đã được công bố vào tháng 4 năm 2023 mang tên The Idolmaster Shiny Colors: Song for Prism. Phiên bản chơi thử của trò chơi được phát hành cho những người chơi thử nghiệm từ ngày 19 đến 23 tháng 5. Phiên bản chính thức của trò chơi đã được phát hành trên iOS, Android và Windows thông qua DMM Games vào ngày 14 tháng 11 năm 2023.